# Teoría 90-9-1

Gráfico circular que muestra la proporción de lurkers, colaboradores y creadores según el principio 90-9-1

En la cultura de Internet, la regla del 1 % es una regla general relacionada con la participación en una comunidad virtual, la cual sostiene que solo el 1 % de los usuarios de un sitio web crean activamente contenido, mientras que el 99 % restante simplemente merodean. Existen variantes de esta regla, como la «regla 1-9-90» (también conocida como «principio 90-9-1» o la «proporción 89:10:1»), que postula que en sitios web colaborativos, como los wiki, el 90 % de los participantes solo consumen contenido, el 9 % realiza modificaciones o actualizaciones en el contenido, y el 1 % contribuye añadiendo contenido nuevo.
Reglas de participación similares son conocidas en ciencias de la información; por ejemplo, el principio de Pareto o regla 80/20, que establece que el 20 % de los miembros de un grupo producirá el 80 % de la actividad, sin importar cómo se defina dicha actividad.

## Definición y revisión
Según la regla del 1%, aproximadamente el 1% de los usuarios de Internet crean contenidos, mientras que el 99% son meros consumidores de esos contenidos. Por ejemplo, por cada persona que postea en un foro, generalmente unas 99 personas más ven ese foro pero no postean. El término fue acuñado por los autores y blogueros Ben McConnell y Jackie Huba, aunque referencias anteriores al mismo concepto no utilizaban este nombre.
Los términos lurk' y lurking, en referencia a la actividad en línea, se utilizan para referirse a la observación en línea sin involucrar a otros en la comunidad de Internet.
Un estudio de 2005 sobre radical yihadista de Internet descubrió que el 87% de los usuarios nunca había publicado en los foros, el 13% había publicado al menos una vez, el 5% había publicado 50 veces o más y sólo el 1% había publicado 500 veces o más.
Un artículo revisado por pares de 2014 titulado "The 1% Rule in Four Digital Health Social Networks: An Observational Study" examinó empíricamente la regla del 1% en foros en línea orientados a la salud. El documento concluyó que la regla del 1% era consistente en los cuatro grupos de apoyo, con un puñado de "Superusuarios" generando la gran mayoría del contenido. Un estudio realizado más tarde ese mismo año, por otro grupo de investigadores, replicó el estudio de van Mierlo de 2014 en un foro en línea para la depresión. Los resultados indicaron que la frecuencia de distribución del ajuste de la regla del 1% seguía la Ley de Zipf, que es un tipo específico de ley potencial. 
La versión "90-9-1" de esta regla establece que, en los sitios web en los que los usuarios pueden crear y editar contenidos, el 1% de las personas crean contenidos, el 9% los editan o modifican y el 90% los visualizan sin aportar nada. Sin embargo, es probable que el porcentaje real varíe en función del tema. Por ejemplo, si un foro exige el envío de contenidos como condición de entrada, el porcentaje de personas que participan será probablemente muy superior al uno por ciento, pero los productores de contenidos seguirán siendo una minoría de usuarios. Esto queda validado en un estudio realizado por Michael Wu, que utiliza técnicas económicas para analizar la desigualdad de participación en cientos de comunidades segmentadas por industria, tipo de audiencia y enfoque de la comunidad.
A menudo se interpreta erróneamente que la regla del 1% se aplica a Internet en general, pero se aplica más específicamente a cualquier comunidad de Internet. Por este motivo, se pueden ver pruebas del principio del 1% en muchos sitios web, pero agregados se puede ver una distribución diferente. Esta última distribución aún se desconoce y es probable que cambie, pero varios investigadores y expertos han especulado sobre cómo caracterizar la suma total de la participación. Las investigaciones de finales de 2012 sugerían que solo el 23% de la población (en lugar del 90%) podía clasificarse correctamente como lurkers, mientras que el 17% de la población podía clasificarse como contribuidores intensos de contenidos. Varios años antes, se informó de los resultados de una muestra de estudiantes de Chicago en la que el 60 por ciento de la muestra creaba contenidos de alguna forma.

## Desigualdad de participación
Un concepto similar fue introducido por Will Hill de AT&T Laboratories y posteriormente citado por Jakob Nielsen; esta fue la primera referencia conocida al término "desigualdad en la participación" en un contexto en línea. El término recuperó la atención pública en 2006 cuando se utilizó en un contexto estrictamente cuantitativo dentro de una entrada de blog sobre el tema del marketing.